# Daspletosaurini
Daspletosaurini — вимерла клада динозаврів-тиранозаврів, які мешкали в Ларамідії під час пізнього крейдяного (середнього кампанського) періоду. Складається з двох родів: Daspletosaurus і Thanatotheristes. У двох родах описано чотири види: Daspletosaurus torosus, Daspletosaurus horneri, Daspletosaurus wilsoni, Thanatotheristes degrootorum. У якийсь момент усі вони були визначені як зразки D. torosus, але з 2017 року в кількох роботах було виявлено, що вони представляють різні види. Деякі дослідники виявили анагенез у групі, але дослідження 2023 року спростувало цю теорію на основі морфологічних і стратиграфічні дані.

## Опис

Розміри чотирьох видів

Дасплетозаври були великими хижаками, досягаючи приблизно 9 метрів у довжину. Однак вони не були найбільшими тиранозавридами, оскільки більш похідні таксони, такі як тиранозавр, могли досягати довжини понад 12 метрів.